# Brunskära
Brunskära (Bidens tripartita) är en ettårig växt av släktet skäror. Den kan bli runt 60 centimeter hög. Frukten är platt med två spröt. Bladen har oftast tre flikar. tripartita betyder tredelad, och syftar på bladens form.
Brunskäran växer på fuktiga, försumpade ställen, mest i stillastående vatten i dammar och i diken med dybotten. Den blommar på sensommaren och hösten.
Den förekommer i södra Skandinavien och Finland.

## Externa länkar

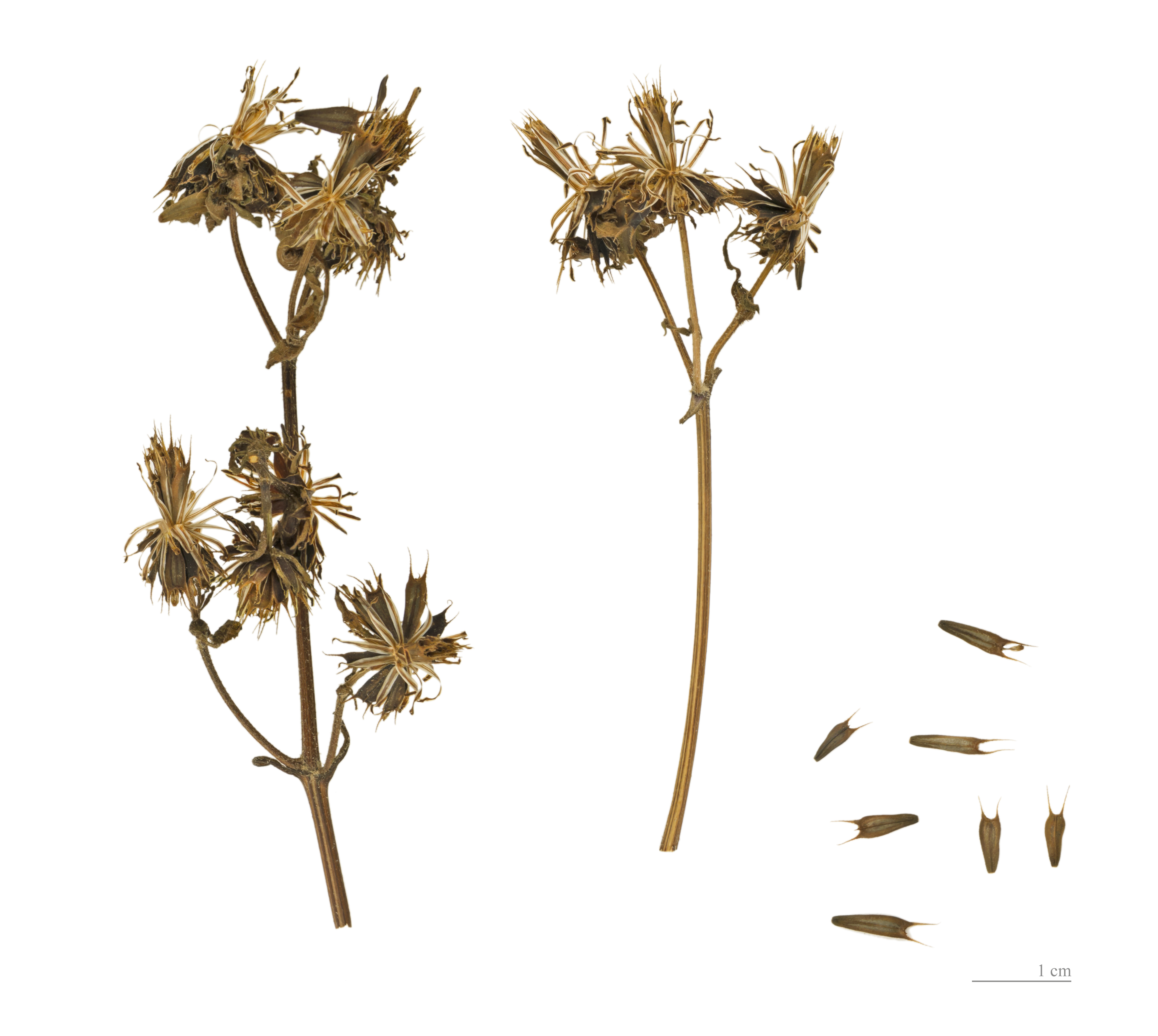
Bidens tripartita